# سینما وریته
سینما - حقیقت یا سینما وریته (به فرانسوی: Cinéma vérité) یک سبک در فیلمسازی مستند است. نوعی سینمای غیر داستانی که در آن بر حضور دوربین و تعامل بین فیلم‌ساز و موضوع تأکید می‌شود. این سبک با تمرکز بر واقع‌گرایی و اصالت، سعی دارد زندگی و وقایع را بدون دخالت یا تغییر به تصویر بکشد.
سینما وریته، سینمایی است بدون دکوپاژ قبلی، بدون صحنه‌بندی، غیردراماتیک و غیرروایی. این سبک فیلمسازی مدعی است که تا حد امکان به واقعیت وفادار است. برخی آن را گونه‌ای از سینمای سیاسی می‌دانند.
ژیگا ورتوف، مستندساز اهل شوروی برای اولین بار این اصطلاح را دربارهٔ سبک آثار خود به کار برد. او در دههٔ ۱۹۲۰ یک فیلم مستند خبری به همین نام ساخته بود. سینما وریته از منظر او سینمایی بود بدون بازیگر، دکور و فیلمنامه.
پس از جنبش مه ۱۹۶۸ فرانسه، گروهی از فیلمسازان رادیکال فرانسوی، به این سبک رو آوردند. ژان روش، مستندساز فرانسوی، با ساخت آثاری که تا حد امکان عینی بودند از پیروان این سبک محسوب می‌شود. روش در فیلم‌های قوم‌نگارانهٔ خود، از میزانسن و تدوین نیز پرهیز می‌کرد و تلاش می‌کرد فیلم‌هایش تا آنجا که می‌شود به اصل نزدیک باشد. او بعدتر به فیلم‌های جامعه‌شناختی گرایش پیدا کرد و از سینمای بی‌واسطه فاصله گرفت. مهم‌ترین فیلم مستند در این سبک را می‌توان وقایع تابستانی معرفی کرد زیرا به گفته کارشناسان این فیلم سبک وریته را به اوج خود رساند.
فیلم‌سازان سینمای وریته، با دوری از ترفندهای ساختگی و کنترل شده، تلاش می‌کنند تا رویدادها و واکنش‌های طبیعی افراد را ثبت کنند و از ایجاد هر گونه تغییری در صحنه یا دیالوگ‌ها خودداری کنند. این سبک به ویژه برای بازنمایی زندگی روزمره، بررسی مسائل اجتماعی و فرهنگی، و نمایش واقعیت‌های تلخ و شیرین زندگی استفاده می‌شود.